# Zdeněk Němeček (Schriftsteller)

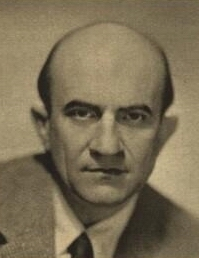
Zdeněk Němeček (1938)

Zdeněk Němeček (* 19. Februar 1894; † 5. Juli 1957 in München) war tschechischer Schriftsteller und Dramaturg.
Während des Ersten Weltkrieges war er Offizier der Tschechoslowakischen Legionen, ab 1921 war er im diplomatischen Dienst tätig. Während des Zweiten Weltkrieges war er Mitglied der Widerstandsgruppe Parsifal.
1948 emigrierte er zunächst nach Kanada später in die Vereinigten Staaten.

## Werke
In seinem Romanen, die sich oft mit dem Verlassen der Heimat beschäftigen, bringt er seine Erfahrungen aus dem diplomatischen Dienst mit ein. Němeček war Mitglied der Gruppe 42 (Skupina 42).
- New York zamlženo – 1932, tragische Schicksale tschechischer Handwerker in New York nach dem Krieg.
- Na západ od Panonie – 1935, schildert die Arbeitsbedingungen ruthenischer und slowenischer Bergbauarbeiter in Frankreich.
- Ďábel mluví španělsky 1939, Roman über den spanischen Bürgerkrieg
- Dopisy ze Senegambie
- Tvrdá země – 1954